# Sporting Villanueva Promesas
El Sporting Villanueva Promesas és un club de futbol de la població de Villanueva del Fresno, a Extremadura. Fundat el 23 d'agost de 1993, en la temporada 2011-12 milita al grup 4 de la Segona Divisió B.

## Història
El precedent del Sporting Villanueva és el Club Polideportivo Villanueva del Fresno, fundat l'any 1976 i desaparegut a inicis de la dècada dels 90. El Sporting milita els primers anys a categories regionals, però a finals de la temporada 1997-98 l'equip es retira de la competició, en no rebre suport de l'Ajuntament. Dues temporades més tard, l'equip torna a la competició, a Primera Regional, aconseguint l'ascens a Preferent (2001) i posteriorment a Tercera Divisió (2003). Després de 8 anys en aquesta categoria, el 2011 ascendeix a Segona Divisió B, després de superar a la promoció el Binissalem, el Racing de Santander B i l'Alhaurín de la Torre.

## Uniforme
- Primera equipació: Samarreta verda i blanca a ratlles verticals, pantaló verd i mitges blanques.
- Segona equipació: Samarreta verda i groga a ratlles verticals, pantaló i mitges grocs.

## Estadi
El Sporting Villanueva juga els seus partits com a local al Estadio Municipal de Villanueva del Fresno, inaugurat l'any 1976. La seva capacitat és de 1.000 espectadors.

## Dades del club
- Temporades a Primera Divisió: 0
- Temporades a Segona Divisió A: 0
- Temporades a Segona Divisió B: 1 (comptant la 2011-12)
- Temporades a Tercera Divisió: 8
- Millor posició a la lliga: 2n (Tercera Divisió, temporada 2010-11)
- Pitjor posició en categoria nacional: 12è (Tercera Divisió, temporada 2008-09)

## Palmarès
- 1 Campionat de Regional Preferent (2002-03)